# Niquelschneebergita
La niquelschneebergita és un mineral de la classe dels fosfats, que pertany al grup de la tsumcorita. Rep el nom en al·lusió a la seva composició, amb níquel dominant sobre el cobalt, i per la seva relació amb la schneebergita.

## Característiques
La niquelschneebergita és un arsenat de fórmula química BiNi₂(AsO₄)₂(OH)(H₂O). Va ser aprovada com a espècie vàlida per l'Associació Mineralògica Internacional l'any 1999. Cristal·litza en el sistema monoclínic. La seva duresa a l'escala de Mohs es troba entre 4 i 4,5.
Segons la classificació de Nickel-Strunz, la niquelschneebergita pertany a «08.CG - Fosfats sense anions addicionals, amb H₂O, amb cations de mida mitjana i gran, RO₄:H₂O = 1:1» juntament amb els següents minerals: cassidyita, col·linsita, fairfieldita, gaitita, messelita, parabrandtita, talmessita, hillita, brandtita, roselita, wendwilsonita, zincroselita, rruffita, ferrilotharmeyerita, lotharmeyerita, mawbyita, mounanaïta, thometzekita, tsumcorita, cobaltlotharmeyerita, cabalzarita, krettnichita, cobalttsumcorita, niquellotharmeyerita, manganlotharmeyerita, schneebergita, gartrellita, helmutwinklerita, zincgartrel·lita, rappoldita, fosfogartrel·lita, lukrahnita, pottsita i niqueltalmessita.

## Formació i jaciments
Va ser descoberta al districte de Roter Berg, dins el Districte d'Erzgebirge, a Saxònia (Alemanya). Es tracta de l'únic indret de tot el planeta on ha estat descrita aquesta espècie mineral.